# Niwica (powiat żarski)
Niwica (do 1945 niem. Zibelle, łużycki Cybalin; pocz. pol. Zagłoby) – wieś w Polsce położona w województwie lubuskim, w powiecie żarskim, w gminie Trzebiel na Łużycach Górnych.
W latach 1946–1954 i 1973–1976 miejscowość była siedzibą gminy Niwica. W latach 1975–1998 miejscowość należała administracyjnie do województwa zielonogórskiego. 
Do sołectwa Niwica należą również Gniewoszyce.
W Niwicy znajdują się: Szkoła Podstawowa, Straż Pożarna oraz cmentarz komunalny. 

## Zabytki
Do wojewódzkiego rejestru zabytków wpisany jest:
- kościół parafialny pod wezwaniem Świętej Trójcy, gotycki z XIII-XIV wieku, przebudowany w XVII wieku i w początku XX wieku[4].

## Znane osoby
- Walther Nernst – niemiecki fizyk i chemik, laureat nagrody Nobla, żył i pracował w Niwicy[5].